# CSR Racing
Custom Street Racing es un videojuego de carreras gratuito de arrastre de Boss Alien y  NaturalMotion Games. En el juego, el jugador asume el papel de un nuevo corredor que busca ganar fama en una ciudad desierta gobernada por cinco "equipos" de carreras. Una secuela fue lanzada en iOS y Android el 29 de junio de 2016, llamada CSR Racing 2.
CSR Racing se mostró por primera vez en el escenario de la Apple Worldwide Developers Conference (WWDC) el 11 de junio de 2012 y se lanzó en la Apple App Store el 28 de junio. Se reveló que el juego ganó más de $ 12 millones en un mes poco después del lanzamiento, lo que lo convierte en uno de los 10 juegos de iPhone con mayores ingresos de 2012.
Está disponible para dispositivos Mac y iOS.
El 15 de abril de 2013, CSR Racing se puso a disposición para teléfonos y tabletas Android. El 5 de octubre de 2013, CSR Racing recibió un nuevo seguimiento llamado CSR Classics para iOS.
Las funciones en línea de CSR Racing se suspendieron con una actualización el 21 de mayo de 2018.

## Jugabilidad
El componente para un jugador se divide en cinco niveles, cada uno de los cuales presenta vehículos y vehículos cada vez más rápidos. Para pasar a un nuevo nivel, el jugador debe correr y vencer al jefe de la tripulación por el nivel. Después de vencer al jefe de cada nivel, el jugador será desafiado a una revancha de alto riesgo. Si el jugador gana la carrera, se le premia con el coche del jefe; sin embargo, si el jugador pierde, debe devolver el oro ganado de la carrera de jefe anterior. A diferencia de un  juego de carreras tradicional, "CSR Racing" no incluye controles de dirección, frenado o aceleración. En cambio, el juego se enfoca en cronometrar los cambios de marcha y el uso de la mejora nitrosa tocando la pantalla, de manera similar a un juego de ritmo. Las carreras tienen lugar a una distancia de un cuarto de milla o de media milla, según el evento en el que el jugador haya elegido competir. Estos eventos van desde carreras reglamentarias repetibles, que se dividen en tres dificultades diferentes (novato, aficionado, profesional), hasta enfrentamientos directos contra miembros de la tripulación rivales. Una vez que un jugador ha vencido a un miembro de la tripulación rival, no se puede volver a jugar una carrera. El juego presenta varios otros modos de carrera, como "Batalla diaria", donde el jugador conduce un automóvil aleatorio para una sola carrera, y "Carreras de restricción", donde los automóviles deben cumplir con ciertos criterios específicos.
Las carreras reglamentarias dan dinero al jugador de inmediato. Se dividen en novatos, aficionados y profesionales. Las carreras de regulación amateur y profesional en el nivel 1 se desbloquean al vencer a los dos primeros miembros de la tripulación en Fangz, Luther y Alesha. En otros niveles, están disponibles de forma predeterminada. Su monto comienza desde $ 500 +. Su cantidad puede mejorarse con calcomanías, turnos perfectos, inicios perfectos, buenos turnos y niveles más altos. A diferencia de otros eventos, los jugadores pueden usar vehículos de cualquier nivel para una carrera reglamentaria de cualquier nivel. Por ejemplo, un automóvil de nivel 5 puede competir en una carrera reglamentaria de nivel 2.
La escalera compite con el coche del jugador contra oponentes cada vez más duros para ganar gradualmente más dinero. Hay 24 carreras de escalera en cada nivel. Las últimas tres carreras se consideran cuartos de final, semifinal y final. Estos otorgan más dinero que las carreras de escalera regulares. En teoría, un jugador que gana la final puede vencer al líder del equipo.
Las batallas diarias son carreras con un coche prestado que se pueden realizar varias veces al día; los jugadores ganan cantidades cada vez mayores de dinero si ganan todos los días. El jugador debe esperar 20 horas después de terminar una batalla diaria para poder competir en otra.
Las carreras de restricción imponen una condición al coche para las carreras. Están disponibles desde el nivel 2 en adelante, pero las carreras de restricción del nivel 1 se pueden desbloquear cuando un jugador ha superado el nivel 5.
En World Tour (T1) se desbloqueó un nuevo tipo de restricción que involucraba todos los desafíos para un cierto automóvil requeridos para la tripulación Mini Cooper S, pero involucraba un Seat Leon Cupra automóvil adicional que no es de la tripulación pero Crew tenía el Kia Soul fabricante era del mismo país o región. Veloci Crew tenía el Alfa Romeo 4C, Armada Crew tenía el Mercedes - Benz C63 AMG y Spitfire Crew tenía el Jaguar F-Type. Rushmore Crew tenía el Ford Mustang Boss 302 Laguna Seca.
Las carreras de desafío se desbloquean cuando un jugador gana el nivel 4 y se bloquean cuando pasan del nivel 5. Se trata de algunas carreras difíciles y raras, pero con grandes premios en efectivo. Suelen aparecer al azar. No está disponible para Android.
Las carreras específicas de autos ponen un solo auto en la carrera y están disponibles de nivel 3 en adelante. Se pueden desbloquear para todos los niveles cuando un jugador supera el nivel 5.
Las carreras de fabricantes solo permiten autos de un solo fabricante. Están disponibles solo en el nivel 4.
Las batallas de tripulación consisten en una carrera contra uno de los 4 corredores de tripulación. Al vencerlos uno por uno, un jugador obtiene acceso al líder de la tripulación. Después de vencer al líder de la tripulación tres veces, se pasa al siguiente nivel.
Al ganar carreras, el jugador gana dinero en efectivo, que puede gastar mejorando varias partes de sus autos, calcomanías que obtienen bonificaciones en efectivo por carrera o comprando un nuevo vehículo en el 'Concesionario de autos'. También hay una segunda moneda llamada Gold que el jugador puede usar para comprar autos especiales, calcomanías, omitir tiempos de entrega para nuevas actualizaciones y 'repostar' instantáneamente sus autos. El oro se obtiene subiendo de nivel, ganando el jefe de nivel o compra en la aplicación.
Las estadísticas de potencia, peso, agarre y caja de cambios tienen un efecto dramático en el comportamiento del automóvil en las carreras. Los autos más pesados con poco agarre acelerarán lentamente al principio, pero alcanzarán una velocidad máxima muy alta al final de la carrera. Ejemplos de estos son el Bentley Continental GT V8 (Nivel 3), el Trion Nemesis RR (Nivel 5) y el Dodge Charger R / T (Nivel 2). Los autos que tienen poca potencia y poco peso se acelerarán fuera de la línea rápidamente, pero pueden ser atrapados por autos más pesados y potentes. Ejemplos de estos son el Alfa Romeo 4C (Nivel 2), el Alfa Romeo TZ3 (Nivel 4) y el Mclaren F1 GT (Nivel 4).

### World Tour
El 18 de septiembre de 2014, CSR Racing agregó una nueva campaña llamada "World Tour". Hay cinco equipos diferentes para que los corredores compitan. Estos son Italia, Reino Unido, Europa, EE. UU. E Internacional. Vencer a un equipo le otorga al jugador un hipercoche (junto con la librea especial si el jugador ganó el desafío High Stakes).
La primera tripulación es la tripulación italiana, y todos los coches de los miembros de la tripulación son Ferraris. El LaFerrari será recompensado después de que el jugador derrote a los miembros de la tripulación. El LaFerrari de La Stella se obtendrá después de que el jugador haya ganado el High Stake Challenge.
Después de que el jugador haya vencido a un equipo del World Tour y obtenido los autos jefes, puede comenzar The International. Todas las tripulaciones deberán ser derrotadas y los autos jefes ganados para completar The International.
The International tiene cuatro eventos: Bull Run, The Hunt, Power Play y Air Strike. El jefe es Zoe Cross para Bull Run, Le Sapeur para The Hunt, Ivan para Power Play y Cypher para Air strike.
Después de completar las 4 copas, La Finale se desbloqueará al derrotar a los jefes de equipo de los niveles 1-5. Después de derrotarlos, el jugador puede enfrentarse a Nitro en la Gran Final. Si el jugador logra derrotarlo, una escena revelará que Nitro ha sido parte del equipo de The International y fue el inventor de CSR Racing. También despide a Roman por meterse con los escenarios. Agradece al jugador por participar en el juego y, como recompensa, le entrega las calcomanías Pro del Ferrari FXX-K. Luego desafía al jugador a competir con él en un desafío de High Stakes final para el FXX-K de Nitro.

### Modos
World Tour tiene tres nuevos modos de juego. El jugador puede establecer una dificultad más alta para obtener premios más grandes.

#### Match Race
Carreras adaptadas a la configuración actual del coche del jugador. La dificultad de la carrera no se reduce mejorando el coche como en las carreras reglamentarias.
1. Fácil, el PP del rival es dos puntos más bajo que el del jugador.
2. Medio, el PP del rival es igual al del jugador.
3. Difícil, el PP del rival es dos puntos más alto que el del jugador (a menos que el rendimiento del jugador esté al máximo, entonces el PP del rival también se maximiza y su cambio aumenta a un estado más desafiante).

#### Test Drive
Corre en un coche del concesionario. En este modo, el bono de calcomanía es el del automóvil del concesionario, no el del automóvil del jugador.

#### Payback
Another chance to win Boss Cars via High Stakes Challenges and race crew members from Tiers 1-5 and World Tour who the player has already raced with. They have increased PP Ratings than their previous races in the Crew Battles.

## Desarrollo
Otra oportunidad de ganar Boss Cars a través de High Stakes Challenges y miembros de la tripulación de carreras de los niveles 1-5 y World Tour con los que el jugador ya ha corrido. Han aumentado los índices de PP que sus razas anteriores en las batallas de tripulación. Tras el lanzamiento del juego, BossAlien fue comprado por NaturalMotion Games por una tarifa no revelada, y ahora opera como el estudio de desarrollo de Brighton de la compañía. En enero de 2014, Zynga adquirió NaturalMotion por 527 millones de dólares.

## Recepción
El sitio web de reseñas agregadas Metacritic asignó una puntuación de 67/100 según las reseñas de 6 críticos.
La recepción de los medios de "CSR Racing" ha sido en general positiva, con Modojo otorgándolo 4/5 y Gamezebo describiendo sus imágenes como "mejores que algunos juegos de la generación de consolas anterior (Xbox 360, PS3 y Wii)". Otros medios como Pocket Gamer criticaron la implementación de compras dentro de la aplicación, describiendo el sistema de gas del juego como "una forma imperdonable de conseguir dinero en efectivo", pero añadiendo que era "un juego de carreras accesible y divertido".